# 飯田站 (石川縣)

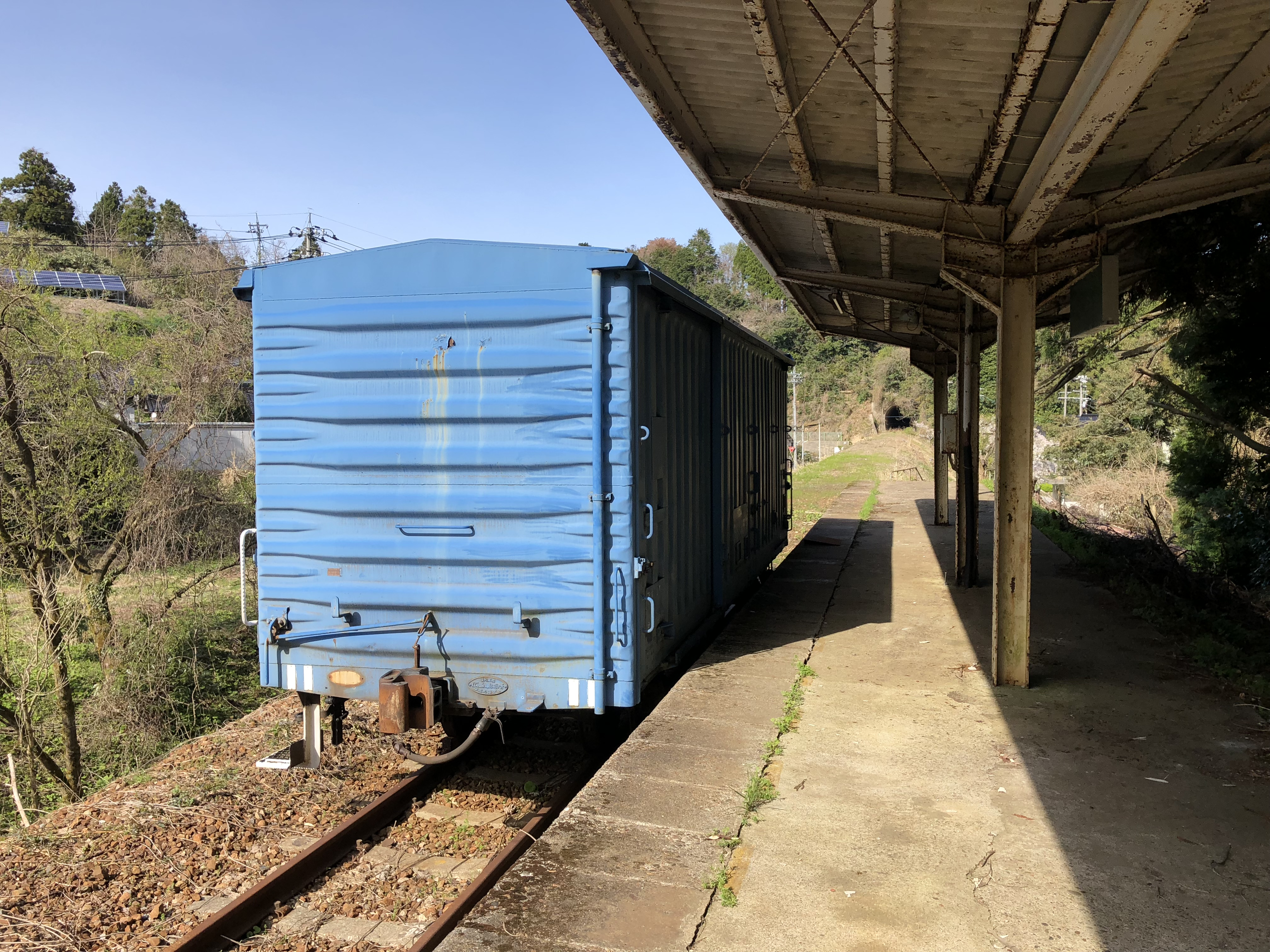
舉行奧能登國際藝術祭期間
(2018年4月)

飯田站（日语：／ Iida eki */?）是位於石川縣珠洲市上戶町北方，能登鐵道的能登線車站（廢站）。此站是距離珠洲市中心最近的鐵路車站。曾經此站是急行停靠站。
在2017年（平成29年）9～10月，此站成為了「奧能登國際藝術祭2017」的藝術作品之一。在飯田站，展出了河口龍夫的作品「被遺忘的小博物館」。

## 歷史

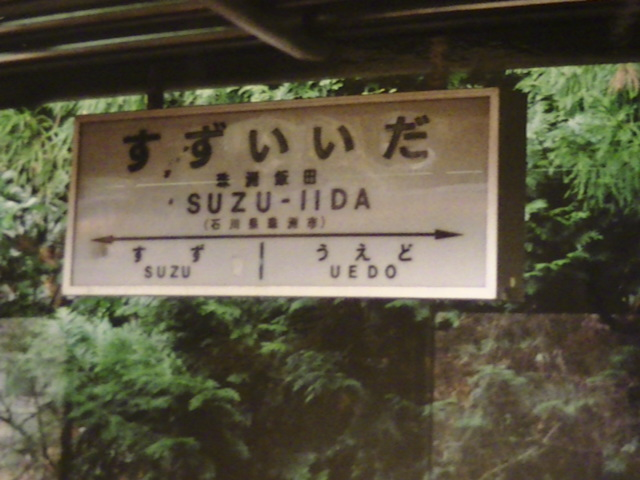
站名牌。車站仍然使用舊名「珠洲飯田」。
（2005年3月）

由於此站啟用時，長野縣已經設有飯田站，因此本來應冠上舊國名能登飯田，可是由於需要區分國鐵巴士的能登飯田站，因此才名為珠洲飯田站。在能登鐵道接管時改名為飯田站，但是月台上的站名牌仍然以「珠洲飯田」標記。
- 1964年（昭和39年）9月21日 - 日本國有鐵道（國鐵）能登線松波至蛸島之間開通[5][6][7][8]，珠洲飯田站（日语：／）啟用[1]。當時為業務委託站。
- 1985年（昭和60年）4月1日 - 成為無人車站[9]（簡易委託化）。
- 1987年（昭和62年）4月1日 - 伴隨國鐵分割民營化，車站由西日本旅客鐵道（JR西日本）營運[1]。
- 1988年（昭和63年）3月25日 - 能登線由能登鐵道繼承[6][7][8]。此站改名為飯田站[1]。同時終止簡易委託。
- 2005年（平成17年）4月1日 - 能登線廢除，此站也被廢除[6][7]。

## 車站構造
截至車站廢除前，車站是一座地面車站，設有1面1線的單式月台。此站沒有車站大樓，月台上設有候車室。月台高於車站大樓，兩處設有樓梯連接。

## 車站周邊
車站位於珠洲市中心附近。車站位小山丘上，站前的建築物不多。
- 珠洲市政廳
- 石川縣珠洲廳舍
- 珠洲郵局（日语：珠洲郵便局）
- 國道249號

## 相鄰車站
能登鐵道
能登線
上戶－飯田－珠洲

## 注腳
1. 1 2 3 4  石野哲（編）. . JTB. 1998: 157. ISBN 978-4-533-02980-6 （日语）.
2. ↑  . 奥能登国際芸術祭 2017総括報告書の公表について. 2018年6月6日  [2022年2月17日]. （原始内容存档于2018年8月30日） （日语）. （页面存档备份，存于）
3. ↑  アート作品2017 作品No.11 小さい忘れもの美術館 （页面存档备份，存于）（日語） - 奧能登國際藝術祭官方網站
4. ↑  . 乗りものニュース. 2017-06-04  [2020-07-24]. （原始内容存档于2022-02-17） （日语）. （页面存档备份，存于）
5. ↑  . 交通新聞 (交通新聞社). 1993-03-23: 8 （日语）.
6. 1 2 3   (PDF). 能登町広報情報推進課. 2017-04-01  [2021-02-23] （日语）.
7. 1 2 3  寺田裕一. . Neko出版. 2010-12-29: 9. ISBN 978-47770-1091-2 （日语）.
8. 1 2  . 中日新聞Web. 2020-12-05  [2021-02-23]. （原始内容存档于2022-02-17） （日语）. （页面存档备份，存于）
9. ↑  . 鐵道公報 (日本國有鐵道總裁室文書課). 1985-03-27: 3 （日语）.